# Skarð
Skarð er en tidligere færøsk bygd på den nordøstlige del af øen Kunoy. Der er ca. 3 timers vandring mod nord fra Haraldssund til den forladte bygd. Skarðs historie er dramatisk. Lille juleaftensdag 23. december 1913 blev en færøbåd, en áttamannafarer med 7 mand fra bygden overrasket af snestorm, og samtlige arbejdsføre mænd i bygden omkom på havet. For kvinderne, en ældre mand og børnene fulgte en hård tid med meget slid. De fleste flyttede efterhånden til nabobygderne. Om aftenen den 26. januar 1919 roede de sidste 9 beboere med en tungt lastet færøbåd den lange vej nord om øen Kunoy til bygden Kunoy på vestsiden.
Af den tidligere bebyggelse er der kun få grundfundamenter tilbage. I dag står der et skur på stedet, hvor vandrere kan søge ly. I et skab ligger der en gæstebog og en historisk beretning om bygden.
Nord for bygden skærer slugten Klamm Skarðgjøgv sig ind i den stejle fjeldvæg og lige overfor på Borðoy ligger den ligeledes forladte bygd Skálatoftir. 
Langs med Kunoys østkyst ved Haraldssund kan man følge den gamle vardesti mod nord ud til den forladte bygd. Turen derud tager ca. 3 timer. Der går også en vardesti fra Skarð nordvest om til bygden Kunoy, stien var og er stadig en af de sværest tilgængelige stier på hele Færøerne. Det kan ikke anbefales at følge stien uden lokal føring.

## 100 års mindehøjtidelighed
Den 14. august 2013 samledes omkring 500 mennesker i Skarð for at mindes forliset. Det var Felagið Skarðsbygd som arrangerede dagen. En mindesten, som Hans Pauli Olsen havde lavet, blev rejst i bygden, der blev sunget og der blev holdt taler.

## Kendte personer fra Skarð
- Símun av Skarði (1872–1942), pædagog og grundlægger af Føroya Fólkaháskúli, Færøernes folkehøjskole.
- Anna Suffía Rasmussen (1876–1932), Símuns søster, og en ildsjæl bag folkehøjskolen.

## Bog om bygden
I 2012 udgav Páll Kunoy bogen Skarðsbygd -Tey orkaðu ikki meir (Bygden Skarð - De orkede ikke mere).